# 廖海光
廖海光（1915年—1993年），中国人民解放军将领、中国人民解放军开国少将。
曾任中国人民解放军福建军区副政委。1955年，授予中国人民解放军少将。